# Lecania nylanderiana
Lecania nylanderiana är en lavart som beskrevs av A. Massal. Lecania nylanderiana ingår i släktet Lecania och familjen Ramalinaceae.  Arten är reproducerande i Sverige. Inga underarter finns listade i Catalogue of Life.